# Roland Benedikter

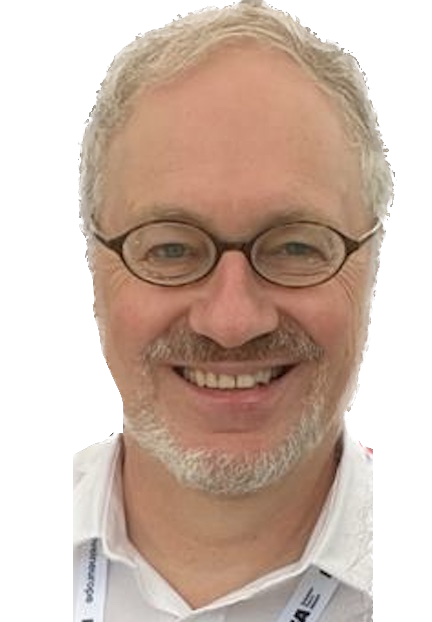
Roland Benedikter (2024)

Roland Benedikter (* 1965 in Bruneck, Italien) ist ein Südtiroler Politikwissenschaftler und Soziologe. Er ist seit 2017 Co-Leiter des Centers for Advanced Studies von Eurac Research und dort seit 2022 auch UNESCO Lehrstuhlinhaber für Interdisziplinäre Antizipation und Global-Lokale Transformation.

## Leben
Nach seiner Schulzeit am klassisch-humanistischen Gymnasium in Bruneck studierte Benedikter von 1984 bis 1992 komparatistische Kultur-, Sprach- und Literaturwissenschaft an der Innsbrucker Leopold-Franzens-Universität sowie an der Universität Padua.
1990 bis 1991 arbeitete er als Auslandsstipendiat des österreichischen Ministeriums für Forschung und Wissenschaft an der Freien Universität Berlin zum Thema „Die Hermeneutik von Politik und Kultur“. 1991 bis 1993 war er an der Universität Innsbruck als wissenschaftlicher Mitarbeiter der Abteilung für Anglistik und Amerikanistik tätig. Benedikter wurde an der FU Berlin in Soziologie und Politikwissenschaft, sowie in Erziehungswissenschaft an der Universität Innsbruck promoviert.
1993–1996 war er am Aufbau der EURAC, der Europäischen Akademie für angewandte wissenschaftliche Forschung (mit Schwerpunkt auf Forschung zu Sprache, Ethnie sowie Minderheitenschutz) und der dreisprachigen Freien Universität, beide in Bozen, beteiligt.
Benedikter wurde an der FU Berlin in Soziologie und Politikwissenschaft sowie in Erziehungswissenschaft an der Universität Innsbruck promoviert.
Von 1995 bis 2003 war er neben seiner – seit 1996 nie unterbrochenen – akademischen Lehr- und Forschungstätigkeit auch in der angewandten Politik tätig: als persönlicher Referent von Bruno Hosp, dem Südtiroler Landesrat für Kultur, Wissenschaft und Bildung der deutschsprachigen und ladinischsprachigen Minderheiten. Zugleich war er auch als Sprecher des Vorsitzenden der Kommission für Kultur der Versammlung der Regionen Europas sowie des Vizepräsidenten der Föderalistischen Union Europäischer Volksgruppen tätig. Seit demselben Zeitraum ist er auch für die Internationale Bürgergesellschaft aktiv. so 2009-2013 für die Neugründung der ökosozialen NGO Ecolnet in Südtirol. Bis 2011 war er External Examiner zweier Europäischer Master-of-Arts-Studiengänge (EIMP) in Sozial- und Erziehungswissenschaften der Universität von Plymouth sowie eines Studiengangs für Friedenserziehung im Kindergarten an der Universität Prishtina im Kosovo. Von 2011 bis 2014 war er Mitglied des Preiskomitees des Internationalen Alexander-Langer-Preises, der sich ethnischer Aussöhnung, Emanzipation und Friedensstiftung widmet.
Benedikter hatte zwischen 1996 und 2009 Gast- und Vertragsprofessuren an Universitäten und Denkfabriken in den Vereinigten Staaten, Großbritannien, Australien, Peru, Deutschland, Österreich, der Schweiz, Italien, Bulgarien und der Türkei inne. Darunter sind: Columbia University New York, Georgetown University Washington DC, Villanova University Philadelphia, RMIT University Melbourne, University of Northampton, Universität Wien, Universität Sofia, Pontificia Universidad Católica del Perú Lima und die Mersin Üniversitesi.
Von 2008 bis 2015 war er Research Scholar an der University of California, Santa Barbara. 2009–13 war er Europäischer Stiftungsprofessor für Politische Analyse in residence an der University of California, Santa Barbara und Visiting Fellow / Research Affiliate an der Stanford University. 2010–2013 war er auch Research Associate an der Europa-Universität Viadrina, Frankfurt/Oder, Deutschland. 2019–2022 Global Advisor des Institute for Culture and Society der Western Sydney University. Benedikter ist Mitglied der Europäischen Akademie der Wissenschaften und Künste Salzburg, arbeitete mit deutschen Stiftungen zusammen und war an mehreren Foresight-Prozessen des Deutschen Bundesministeriums für Wissenschaft und Forschung BMBF beteiligt. 2019–2023 war er Mitglied des BMBF-„Zukunftskreises“. Von 2009 bis 2013 war er ordentliches Mitglied des Club of Rome, seit 2023 ist er Board-Mitglied der Sektion RC03 – Europäische Einigung der internationalen politikwissenschaftlichen Vereinigung IPSA.
Bis 2011 war er u. a. External Examiner zweier europäischer Master-of-Arts-Studiengänge (EIMP) in Sozial- und Erziehungswissenschaften der Universität von Plymouth sowie eines Studiengangs für Friedenserziehung in Kindergarten und Volksschule an der Universität Prishtina im Kosovo.

## Werk
Benedikter arbeitet auf dem Feld der interdisziplinären Zeitanalyse. Seine Spezialisierung ist die Politische Antizipation, die kontextuelle Politikanalyse sowie die „Glokalisierung“. Im Zentrum seines Interesses stehen Politik-, Sozial- und Kulturantizipation, der multidimensionale globale Wandel sowie die Inter- und Transdisziplinarität in der Gesellschaftsanalyse. Ein Anliegen seiner Arbeit liegt in der Erneuerung der Rolle des öffentlichen Intellektuellen in offenen Gesellschaften.
Benedikter hat ein 7-dimensionales, typologisch ausgerichtetes Analysemodell der „dynamischen Systemveränderung“ entwickelt, das als Grundlage für eine systematische Gesellschaftsanalyse dient. Es bezieht die 6 Systemlogiken oder Gesellschaftsdiskurse von Wirtschaft, Politik, Kultur, Religion/Spiritualität, Demographie und Technologie in die Analyse jedes Phänomens ein, wobei das Ganze: der gesellschaftliche Prozess das 7. darstellt, das mehr ist als die Summe seiner Teile. Seiner Ansicht nach sind dabei heute die Gesellschaftslogiken von Demographie und Technologie führend. Benedikter hat mehr als ein dutzend Monographien geschrieben über Globalisierung, USA und China, die Erneuerung der politischen Mitte, kontextuelle Politikanalyse, multidisziplinäre Gesellschaftsentwicklung und Kultursymptomatologien. Ferner hat er eine (ebenso multidisziplinäre) 3-bändige Reihe zum Italienischen Politikdenken sowie eine 7-bändige Grundlegung des Postmaterialismus herausgegeben.
Benedikter ist Mitherausgeber oder Mitglied des editorial und advisory board u. a. der Fachzeitschriften Harvard International Review (Harvard University), New Global Studies (De Gruyter), Global-e (Universität von Kalifornien) und Studi Politici (Universität La Sapienza Rom I) sowie der Buchreihe „Global Populisms“ (Brill). Er ist regelmäßiger Kommentator von Weltereignissen und gesellschaftspolitischen Trends für den italienischen Staatsrundfunk RAI – Radiotelevisione Italiana, dient als Berater von Firmen, Institutionen und Stiftungen und ist öffentlicher Redner zur Erklärung globaler und internationaler Prozesse. Die Schwerpunkte liegen auf Welttrends, aktuellen Ereignissen, globalen Organisationen – darunter Entwicklungsvisionen und Realitäten von Vereinten Nationen, UNESCO und EU –, Re-Globalisierung und „Neuen Humantechnologien“, d. h. Mensch-Maschine-Konvergenz und deren gesellschaftlichen Auswirkungen.

## Preise
Benedikter hat bisher fünf Wissenschaftspreise gewonnen, darunter den Dr. Otto Seibert Preis zur Förderung wissenschaftlicher Publikationen der Universität Innsbruck 2005 und den Klaus Reichert-Preis für Medizinphilosophie 2012.

## Publikationen
- Globalization: Past, Present, Future. University of California Press, Los Angeles-Berkeley-Irvine et al. 2023 (December) (editor, together with Manfred Steger, Harald Pechlaner and Ingrid Kofler), ISBN 978-0-520-39575-6, doi:10.1525/luminos.172
- Re-Globalization: New Frontiers of Political, Economic and Social Globalization. Routledge book series: Rethinking Globalizations, Volume 95, Routledge / Wiley and Sons, London-New York-Amsterdam 2022 (editor, together with Ingrid Kofler and Mirjam Gruber), 242pp., ISBN 978-0-367-64284-6
- Die Erneuerung der politischen Mitte. Das Auseinanderbrechen der Gesellschaft, das Format Volkspartei und die Zukunft der Demokratie. Nomos Verlag, Baden-Baden 2022. 210pp., ISBN 978-3-7560-0029-6, doi:10.5771/9783748936084
- The Coronavirus Crisis and Its Teachings: Steps Towards Multi-Resilience. With a foreword by Professor PhD Jan Nederveen Pieterse, University of California at Santa Barbara and a Postscript by Professor PhD Manfred Steger, University of Hawaii at Manoa. Book series: Studies in Critical Sociology Series (SCSS), Volume 204, edited by Professor David Fasenfest, BRILL publishers 2021, 458pp., ISBN 978-90-04-46952-5, E-Book ISBN 978-90-04-46968-6.
- Religion in the Age of Re-Globalization: A Brief Introduction. With forewords by Professor Mark Juergensmeyer, PhD, and Professor Ralph Hood, PhD, University of Tennessee at Chattanooga. Book Series: Culture and Religion in International Relations, Volume 19, Palgrave McMillan 2021, 432pp., DOI:10.1007/978-3-030-80857-0.
- Joe Bidens Amerika: Einführung in ein gespaltenes Land. Mit einem Vorwort von Prof. Dr. Anton Pelinka und einem Nachwort von Prof. Dr. Dr. Werner Weidenfeld. Berliner Wissenschaftsverlag (BWV), Berlin 2021, 385pp., ISBN 978-3-8305-5129-4
- Künstliche Intelligenz und Neurowissenschaften. Futuristische Entwicklungen: Brain-Brain-Interfaces. Konrad Adenauer Stiftung Berlin, Reihe: Analysen und Argumente: Digitale Gesellschaft, Nr. 378 / Dezember 2019, St. Augustin und Berlin 2019, ISBN 978-3-95721-621-2, Online: https://www.kas.de/documents/252038/4521287/K%C3%BCnstliche+Intelligenz+und+Neurowissenschaften.pdf
- The Art of Multiculturalism. Bharati Mukherjee’s Imaginal Politics for the Age of Global Migration. With a foreword by Professor Chiara Bottici PhD, The New School for Social Research New York City, and a preface by Professor Bo Stråth PhD, University of Helsinki. Springer Briefs in Sociology, Springer International, New York, London and Zürich 2018, doi:10.1007/978-3-319-89668-7 (together with Judith Hilber). 152pp.
- Homo deus? Das Zusammenwachsen von Mensch und Maschine. In: Konrad Adenauer Stiftung Berlin (Hrsg.): Buchreihe Analysen & Argumente, Ausgabe 270, Juli 2017, Berlin 2017, 13pp., ISBN 978-3-95721-336-5, Online: http://www.kas.de/wf/doc/kas_49696-544-1-30.pdf
- Matteo Renzis Italien und das Reform-Referendum im Herbst 2016: Eine Nation im Umbruch. Konrad Adenauer Stiftung: Reihe Länderberichte, KAS Auslandsbüro Italien, Rom, 5. September 2016, 43pp., Online: http://www.kas.de/wf/doc/20117-1442-1-30.pdf
- Der US-Präsidentschaftswahlkampf 2015-16: Ungleichheit als Kernthema. Stehen wir vor einer neuen Phase gesellschaftspolitischer Debatte in den USA? [The U.S. Presidential Race 2015-16: Inequality as Core Topic. Towards A New Phase in the American Socio-Political Debate?]. Publikationsreihe der Konrad Adenauer Stiftung Bonn und Berlin, Berlin 2015 (17. November), 128pp. Mit einem Vorwort von Matthias Schäfer, Leiter des Teams Wirtschaftspolitik der Konrad Adenauer Stiftung Berlin. Online: http://www.kas.de/wf/doc/kas_43282-544-1-30.pdf
- Chile in Transition. Prospects and Challenges for Latin America’s Forerunner of Development. Springer International, New York and Zürich 2015, 229pp. (together with Katja Siepmann, with contributions by Miguel Zlosilo and Fabian Kupper). With an introduction by Professor Dr. Ned Strong, Executive Director of the David Rockefeller Center for Latin American Studies, Harvard University, and a foreword by Larry Birns, Director of the Council on Hemispheric Affairs, Washington DC. ISBN 978-3-319-17950-6, doi:10.1007/978-3-319-17951-3
- China. Situation und Perspektiven des neuen weltpolitischen Akteurs [China: Situation and Perspectives of the New Global Actor]. Springer Politikwissenschaft, Springer Deutschland, Berlin und Hamburg 2014 (April), 512pp. (together with Verena Nowotny, with contributions by Ingrid Fischer-Schreiber, Jae-Seung Lee, Hu Yong und Frank Sieren). With a preface by Dr. Wolfgang Schüssel. ISBN 978-3-658-01512-1, doi:10.1007/978-3-658-01513-8
- China’s Road Ahead: Problems, Questions, Perspectives. Springer Political Science, Springer New York 2014 (January), 148pp. (together with Verena Nowotny, with contributions by Jae-Seung Lee, Peng Bo and Robert Martin Lees). With a preface by Professor Frederick C. Dubee, Shanghai University. ISBN 978-1-4614-9362-4, doi:10.1007/978-1-4614-9363-1
- Europa kann nicht bleiben, was es ist. Lehren aus Europas Schuldenkrise: Regierungseinheit, Fiskalunion und europäische Zivilreligion. Versuch einer Gesamtschau. 41pp. Mit einem Vorwort von Matthias Schäfer, Leiter des Teams Wirtschaftspolitik der Konrad Adenauer Stiftung Berlin. Schriftenreihe der Konrad Adenauer Stiftung Berlin und St. Augustin: Im Plenum, herausgegeben von Matthias Schäfer, Berlin 2013, ISBN 978-3-944015-55-2, Online. Reprint of a translation into English under the title: Europe cannot remain what it is. Lessons from Europe’s debt crisis: Governmental union, fiscal union and European civil religion. An attempt to gain an overall picture. 41pp. With a foreword by Matthias Schäfer, Head of the Economic Policy Unit of the Konrad Adenauer Foundation Berlin. Publication Series of the Konrad Adenauer Foundation: Social and Economic Governance Program Asia, Japan Office, Tokyo 2013, Online
- USA: Abkehr von Europa? Obama gegen Romney: Hintergründe und Perspektiven für Europa bis 2016. [USA: Turning Away from Europe? Obama against Romney: Backgrounds and Perspectives for Europe until 2016]. Heinz Heise Verlag, Reihe Telepolis, Hannover 2012. 204pp. With a preface by Prof. Dr. Raimund Krämer, Institute for Political Science, University of Potsdam.[4]
- Social Banking and Social Finance: Answers to the Economic Crisis. Springer Briefs in Business Series, Springer USA, New York 2011. 143pp. With an introduction by Prof. Dr. Karen Cook, Chair of the Department of Sociology, Stanford University, and Director of the Stanford Institute for Research in the Social Sciences, and a preface by Prof. Dr. Stefano Zamagni, Faculties of Business and Finance, Harvard University and Johns Hopkins University. ISBN 978-1-4419-7773-1, doi:10.1007/978-1-4419-7774-8
- Football Politics in Central Europe and Eastern Europe. A Study on the Geopolitical Area’s Tribal, Imaginal, and Contextual Politics. Book series: Lexington Research in Sports, Politics and International Relations, Volume 3. With a foreword by Professor Lukas Zahner, University of Basel, and an afterword by Professor Krzsystof Ruchniewicz, Director of the Willy Brandt Centre for German and European Studies, University of Wroclaw. Lexington Books / Rowan and Littlefield, London, New York, Lanham et al 2020 (together with Dariusz Wojtaszyn). 156pp., ISBN 978-1-7936-2247-1.
- Italienische Politikphilosophie. [Italian Political Philosophy]. Springer Politikwissenschaft, Springer Deutschland, Berlin 2016. 182pp, doi:10.1007/978-3-658-11024-6
- Italienische Moralphilosophie. [Italian Moral Philosophy]. Springer Politikwissenschaft, Springer Deutschland, Berlin 2016. 124pp, doi:10.1007/978-3-658-10319-4
- Italienische Technikphilosophie für das 21. Jahrhundert. [Italian Philosophy of Technology for the 21st Century]. Reihe Problemata, Band 145. Frommann-Holzboog Verlag. Stuttgart 2002. 156pp, ISBN 978-3-7728-2208-7
- Nachhaltige Demokratisierung des Irak? Sozio-kulturelle und demokratiepolitische Perspektiven. Eine Fallstudie zur inklusiven Entwicklung gesellschaftlicher Paradigmen. Passagen Verlag, Wien 2005, ISBN 3-85165-629-6.
- mit Ernst Ulrich von Weizsäcker: Report to the Club of Rome 2003 Limits to Privatization. How To Avoid Too Much Of A Good Thing. (englisch 2005, deutsch 2006, chinesisch 2007).
- mit Helmut Reinalter (Hrsg.): Die Geisteswissenschaften im Spannungsfeld zwischen Moderne und Postmoderne. Passagen Verlag, Wien 1997, ISBN 3-85165-295-9.